# ISO 3166-2:NA
ISO 3166-2:NA — стандарт Международной организации по стандартизации, который определяет геокоды. Является подмножеством стандарта ISO 3166-2, относящимся к Намибии. Стандарт охватывает 14 регионов Намибии. Каждый геокод состоит из двух частей: кода Alpha2 по стандарту ISO 3166-1 для Намибии — NA и дополнительного кода, записанных через дефис. Дополнительные: однобуквенный код региона образован аббревиаурой названия региона, двухбуквенный код провинции образован созвучно: названию, аббревиатуре названия провинции. Геокоды регионов Намибии являются подмножеством кодов домена верхнего уровня — NA, присвоенного Намибии в соответствии со стандартами ISO 3166-1.

## Геокоды Намибии
Геокоды 14 провинций административно-территориального деления Намибии.
| Геокод | Административная единица | Статус    |
| ------ | ------------------------ | --------- |
| NA-ER  | Эронго                   | провинция |
| NA-HA  | Хардап                   | провинция |
| NA-KA  | Карас                    | провинция |
| NA-KE  | Восточное Каванго        | провинция |
| NA-KW  | Западное Каванго         | провинция |
| NA-KH  | Кхомас                   | провинция |
| NA-KU  | Кунене                   | провинция |
| NA-OW  | Охангвена                | провинция |
| NA-OH  | Омахеке                  | провинция |
| NA-OS  | Омусати                  | провинция |
| NA-ON  | Ошана                    | провинция |
| NA-OT  | Ошикото                  | провинция |
| NA-OD  | Очозондьюпа              | провинция |
| NA-CA  | Замбези                  | провинция |

## Геокоды пограничных Намибии государств
- Ангола — ISO 3166-2:AO (на севере).
- Замбия — ISO 3166-2:ZM (на севере).
- Ботсвана — ISO 3166-2:BW (на востоке).
- ЮАР — ISO 3166-2:ZA (на юго-востоке и юге).